# SN 1999aa
SN 1999aa – supernowa typu Ia-pec odkryta 22 lutego 1999 roku w galaktyce NGC 2595. Jej maksymalna jasność wynosiła 14,70m.